# Polyolefinová vlákna

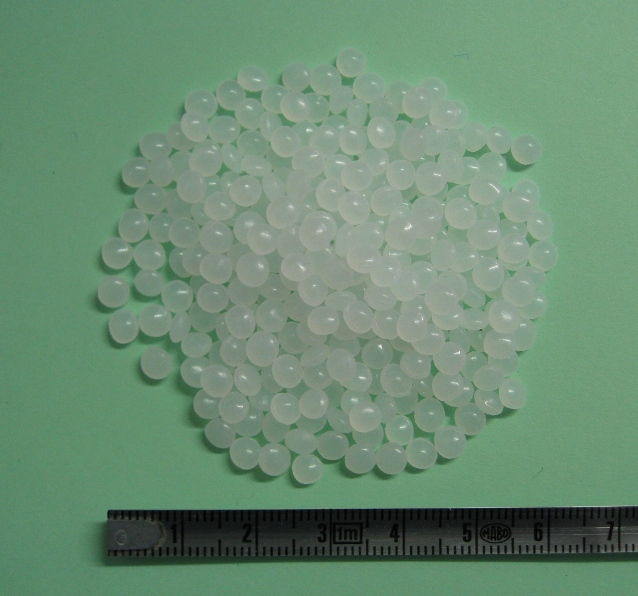
Granulát z “lineárního polyethylénu nízké hustoty”, surovina k výrobě polyethylenového vlákna

Výrazem polyolefinová vlákna jsou souhrnně označovaná polyethylenová (PE) a polypropylenová textilní vlákna (PP).
Jde o deriváty ropy, výchozím produktem pro oba druhy jsou levné alifatické uhlovodíky s dvojitou vazbou CnH2n.
Všeobecný vzorec pro chemické složení olefinů je CH2=CHR. Jestliže R ve vzorci představuje methylovou skupinu CH3, jedná se o polypropyleny. (Polypropylen se taví při poměrně vysoké teplotě 176 °C). Olefiny, u kterých R znamená vodík (H), jsou polyethyleny. (Polyethylen se taví při 137 °C).
Za vývojovou práci na polyolefinových vláknech byla v roce 1963 jako první v tomto oboru udělena Nobelova cena.
Zatímco v Evropě se PE a PP vlákna obvykle označují jako dva rozdílné druhy výrobků, jsou v USA pod názvem olefín definována úřadem Federal Trade Comission obě vlákna jako jedna skupina.
V roce 2013 se odhadovala celosvětově instalovaná výrobní kapacita olefinových vláken na 6,9 milionů tun ročně. Výroba dosáhla 5 milionů tun, z toho:
2,6 milionů tun fóliových pásků, 1,7 milionu tun monofilamentů a 700 tisíc tun stříže. 